# Demos Memneloum
Demos Memneloum, née le 12 juin 1994 à N'Djaména, est une judokate tchadienne. Elle est médaillée de bronze dans la catégorie des moins de 70 kg aux championnats d'Afrique 2019 au Cap et aux Jeux africains de 2019 à Rabat.

## Biographie
Après sa performance lors du Grand Slam de Paris 2020, Demos Memneloum se classe troisième meilleure judokate africaine dans sa catégorie des moins de 70 kg et se qualifie pour les Jeux olympiques de Tokyo de 2020, devenant la première Tchadienne qualifiée pour cette compétition. Le Comité olympique et sportif tchadien salue une « performance exceptionnelle à saluer dans l’histoire du judo tchadien et africain » et estime que la « conquête de la première médaille olympique est lancée ». Le ministre tchadien des Sports, Mahamat Nassour Abdoulaye, espère quant à lui qu'elle permettra de « faire retentir l'hymne national au niveau des Jeux olympiques ». Porte-drapeau de la délégation tchadienne lors de ces Jeux, elle est éliminée dès le premier tour du tournoi des moins de 70 kg par l'Ouzbèke  Gulnoza Matniyazova.
Elle est nommée porte-drapeau de la délégation du Tchad aux Jeux olympiques d'été de 2024 à Paris aux côtés de l'archer Israel Madaye.

## Grades et palmarès

### Palmarès
Le tableau ci-dessous présente le palmarès de Demos Memneloum aux différentes compétitions auxquelles elle a participé :
| Année | Compétition            | Lieu    | Résultat | Catégorie      |
| ----- | ---------------------- | ------- | -------- | -------------- |
| 2011  | Championnats d'Afrique | Dakar   | 5e       | Moins de 63 kg |
| 2012  | Championnats d'Afrique | Agadir  | 5e       | Plus de 78 kg  |
| 2018  | Open d'Afrique         | Dakar   | 5e       | Moins de 70 kg |
| 2018  | Open d'Afrique         | Yaoundé | 3e       | Moins de 70 kg |
| 2019  | Championnats d'Afrique | Le Cap  | 3e       | Moins de 70 kg |
| 2019  | Jeux africains         | Rabat   | 3e       | Moins de 70 kg |
| 2019  | Open d'Afrique         | Yaoundé | 3e       | Moins de 70 kg |
| 2019  | Open d'Afrique         | Dakar   | 1re      | Moins de 70 kg |

### Jeux africains
- Médaille de bronze aux Jeux africains de 2019 à Rabat

### Championnats d'Afrique
- Médaille de bronze aux championnats d'Afrique 2019 au Cap

### Open d'Afrique
- Médaille de bronze à l'open d'Afrique 2018 à Yaoundé
- Médaille de bronze à l'open d'Afrique 2019 à Yaoundé
- Médaille d'or à l'open d'Afrique 2019 à Dakar

## Distinctions
En décembre 2019, elle reçoit le prix de la meilleure athlète de l’année pour sa contribution au développement et à la promotion du sport lors des « COST Awards » organisés par le Comité olympique et sportif tchadien.